# Hall of Femmes

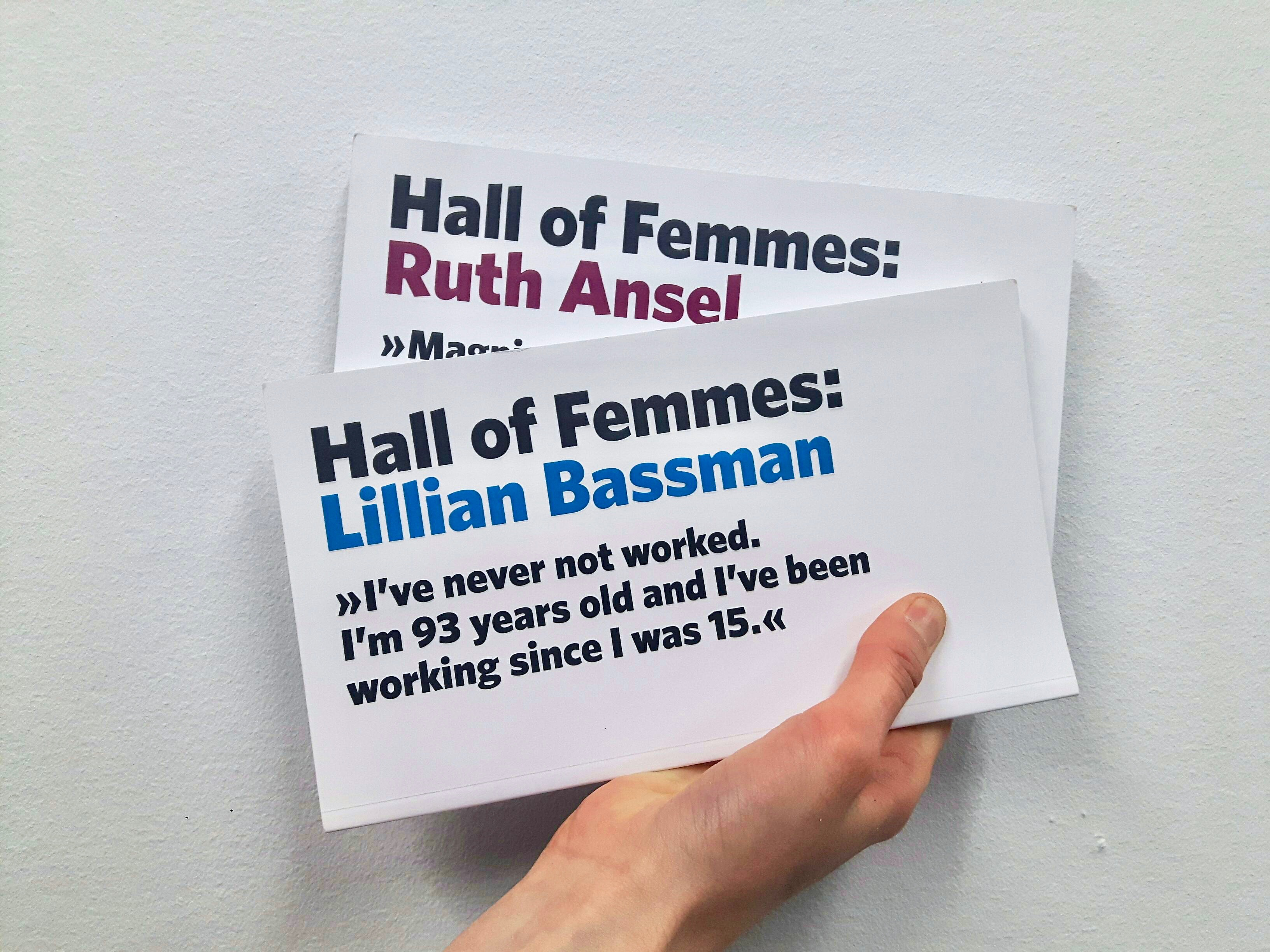
Två böcker från Hall of Femmes boksamling

Hall of Femmes är en verksamhet med syftet att lyfta fram kvinnors bidrag inom reklamformgivning och design. Verksamheten, baserad i Stockholm, grundades 2009 av formgivarna Samira Bouabana och Angela Tillman Sperandio. Avsikten har varit att revidera designhistorien genom att berätta om och hylla de kvinnor som varit verksamma inom den, bland annat genom en bokserie på åtta titlar om kvinnliga föregångare inom grafisk design. Verksamheten innefattar också seminarier, filmvisningar, samtal och podcasts. 
Hall of Femmes vill också inspirera till en mer jämställd bransch och bidra till framtidens designscen. Verksamheten är etablerad på bred front både i Sverige och internationellt, och har blivit omskriven av såväl New York Times som Creative Review och Vanity Fair .

## Seminarier
I maj 2013 anordnades Hall of Femmes: Design Talks, ett tvådagarsseminarium på Moderna Museet i Stockholm, med världsnamn inom design, mode och konst, kommunikation och arkitektur. Bland de internationella talarna fanns bland andra Ruth Ansel, Barbara Kruger, Janet Froelich och Cindy Gallop. 

## Utmärkelser
Hall of Femmes var 2013 års mottagare av Bengt Hanser-stipendiet,  där en del av motiveringen löd: "Med hjälp av utsålda föreläsningar, grymma podcasts, flera boksläpp med internationellt genomslag har dom bidragit till en roligare bransch för både män och kvinnor – och gett oss en mer korrekt historieskrivning på köpet." 

## Hall of Femmes böcker listan
- Barbara Stauffacher Solomon, I broke all the rules.
- Janet Froelich, I love the hunt for the story, the thread of the narrative.
- Lella Vignelli, My ideas are always clear.
- Tomoko Miho, Good design is about finding solutions.
- Paula Scher, Style changes, technology changes, but people never change.
- Lillian Bassman, I've never not worked. I'm 93 years old and I've been working since I was 15.
- Carin Goldberg, Think. Look. Listen. Ask question. Have fun. Assume nothing.
- Ruth Ansel, Magpie aesthetic*, shameless borrower, intuitive, and deceptively simple.